# Station Bojonegoro
Bojonegoro is een spoorwegstation in Bojonegoro in de Indonesische provincie Oost-Java.

## Bestemmingen
- Sembrani: naar Station Surabaya Pasarturi en Station Jakarta Gambir
- Gumarang: naar Station Surabaya Pasarturi en Station Jakarta Pasar Senen
- Kertajaya: naar Station Surabaya Pasarturi en Station Jakarta Pasar Senen
- Harina: naar Station Surabaya Pasarturi en Station Bandung
- Jayabaya: naar Station Malang en Station Jakarta Pasar Senen
- KRD Bojonegoro: naar Station Sidoarjo
- Cepu Ekspres: naar Station Semarang Poncol en Station Surabaya Pasarturi
- Blora Jaya Ekspres: naar Station Semarang Poncol